# Anel fimótico
O anel prepucial ou faixa sulcada é uma faixa de pele enrugada altamente inervada em direção ao final do prepúcio. O termo sulcado é usado para descrever a área em vez do termo mais comumente usado. Tem sido, especialmente no que diz respeito a fimose (e prepucioplastia), também chamado anel fimótico, anel sendo análogo à faixa, referindo-se à forma, e significado prepucial pertencente ao prepúcio. Mais particularmente, refere-se à área de transição da superfície externa para a interna do prepúcio, ou prepúcio.
John R. Taylor, MB, um patologista canadense e pesquisador médico, usou pela primeira vez o termo "faixa sulcada (ridged band)" em vez de "pele enrugada (wrinkly skin)" e descreveu a faixa sulcada no Segundo Simpósio Internacional de Circuncisão, organizado por NOCIRC em San Francisco, 1991, depois de examinar os prepúcios de 22 adultos obtidos na autópsia. A idade média foi de 37 anos, faixa 22–58. Os prepúcios foram estudados grosseiramente e histologicamente.
O termo faixa sulcada (ridged band) foi posteriormente usado por Taylor em um estudo anatômico e histológico do prepúcio publicado no British Journal of Urology em 1996.  A maioria ou toda a faixa sulcada é removida pela circuncisão masculina.

## Estrutura

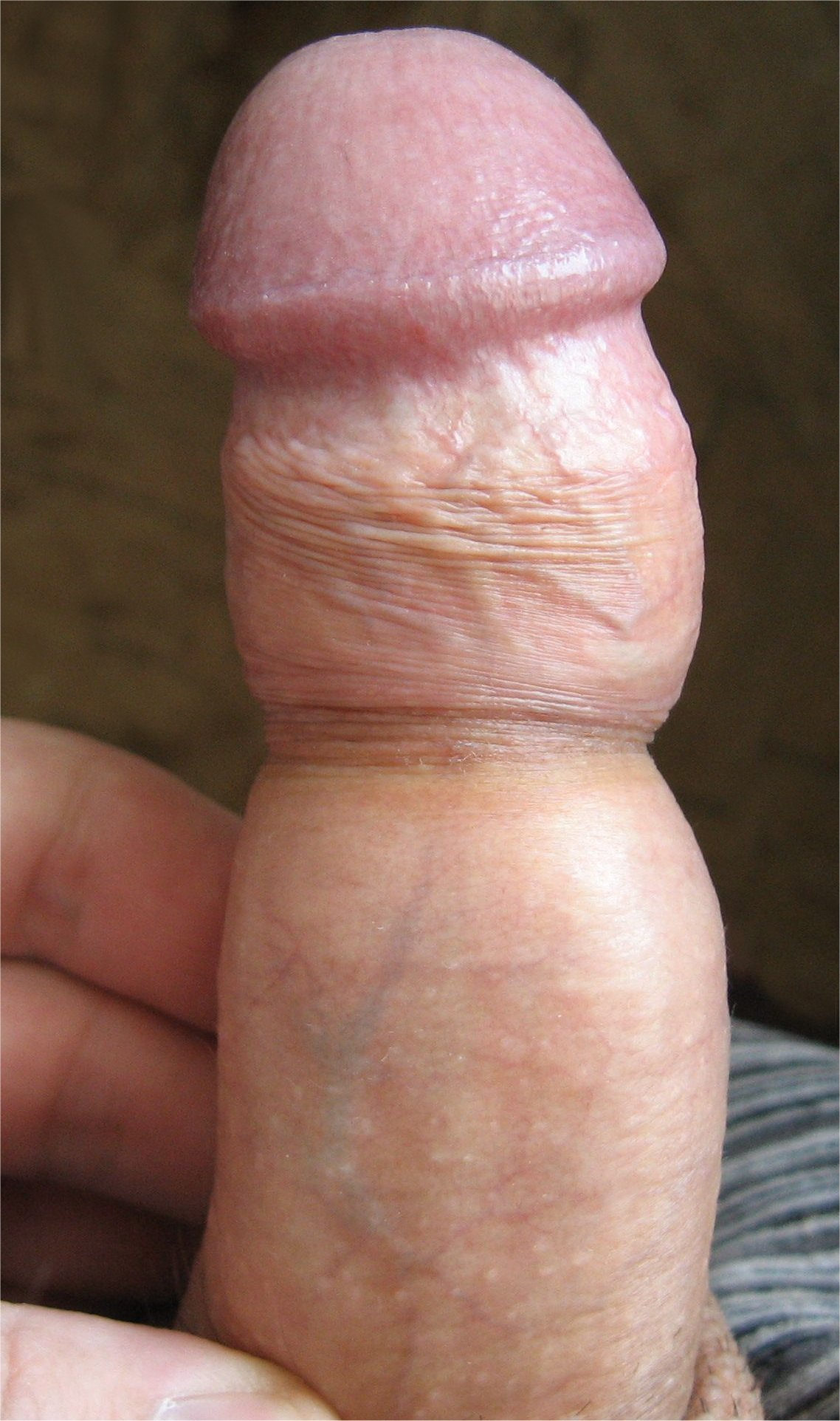
O Anel prepucial, quando estreito demais é chamado anel fimótico

Taylor descreveu a faixa sulcada como uma faixa transversa de tecido mucoso, localizada bem no interior da ponta do prepúcio, perto do limite mucocutâneo, também conhecido como esfíncter prepucial. Ele caracterizou a faixa sulcada como intensamente vascular e ricamente inervada, afirmando que "contém mais corpúsculos de Meissner do que a mucosa lisa", e observou que esses corpúsculos táteis eram encontrados apenas nas cristas dos sulcos.

## Função
O prepúcio, incluindo a faixa sulcada, é uma zona erógena específica.
Taylor (1996) postula que "a faixa sulcada com sua estrutura única, corpúsculos táteis e outros nervos, é principalmente tecido sensorial". Ele hipotetiza (2007) que os corpúsculos de Meissner na faixa sulcada estão adaptados para detectar esticamentos:
O trabalho em andamento indica que a retração e o alongamento dessa estrutura em forma de acordeão desencadeiam a contração reflexa do bulbocavernoso e do bulboesponjoso.
Taylor teoriza que a principal função da faixa sulcada é desencadear reflexos sexuais. Em uma carta ao editor da BJU International, 2007, Taylor escreve:
O estudo inicial (J.R.T. não publicado) indica que a real importância da faixa sulcada para a relação sexual reside na capacidade de desencadear uma contração reflexa dos músculos responsáveis pela ejaculação.
No Journal of Sexual Medicine, 2007, Taylor afirma:
Tanto a glande quanto o prepúcio contribuem para a única zona juncional mucocutânea do pênis e é possível que essas estruturas aparentemente dissimilares, na verdade, compartilhem funções semelhantes relacionadas mais aos reflexos sexuais do que à percepção do toque.
O efeito da circuncisão na função sexual é objeto de intenso debate. A visão de Taylor é de que "quase certamente, a remoção do prepúcio e sua faixa sulcada distorce as funções reflexogênicas penianas, mas exatamente como e até que ponto ainda resta a ser visto". Pesquisas mais recentes demonstraram que o reflexo bulbocavernoso clinicamente importante está ausente em 73% dos homens circuncidados, aparentemente devido à remoção de terminações nervosas de toque fino na faixa enrugada.

### Ilustrações
- Dr John Taylor's illustrations
- Your Anatomy Site illustrating the ridged band
- Ridged band and frenulum SexDictionary.info